# Quatrain
|  | Sammenskrivningsforslag Artiklen Quatrain er foreslået føjet ind i Digt. (Siden marts 2020) Diskutér forslaget |

Et quatrain er et digt eller en strofe med fire linjer.
| Sprog og litteratur | Spire Denne artikel om litteratur er en spire som bør udbygges. Du er velkommen til at hjælpe Wikipedia ved at udvide den. |